# Od Piaf do Garou
Od Piaf do Garou – album muzyczny Michała Bajora zawierający 25 przebojów piosenki francuskiej.
Na dwóch krążkach znajdą się przeboje, których oryginalnymi wykonawcami są: Charles Aznavour, Gilbert Bécaud, Georges Brassens, Jacques Brel, Joe Dassin, Michel Delpech, Garou, Francis Lai, Michel Legrand, Yves Montand, Édith Piaf, Charles Trenet w tłumaczeniu Wojciecha Młynarskiego.
Album uzyskał status platynowej płyty.

## Lista utworów
CD 1:
1. Nathalie
2. Tłum  (La Foule)
3. Życie na różowo  (La Vie En Rose)
4. Cyganeria (La Bohème)
5. Czekanie me to ty (Je N'Attendais Que Vous)
6. Piosenka o Marysi (Marinette)
7. Nic oprócz miłości (Que Reste -T-Il De Nos Amours?)
8. Ja wbity w kąt  (Et Moi Dans Mon Coin)
9. C'est Si Bon
10. Bez miłości nie ma nic (La Goualante Du Pauvre Jean)
11. Lato 42 (L'Ete 42)
12. Już widziałem, jak... (Je M'Voyais Deja)

CD 2:
1. Kobieta i mężczyzna (Un Homme Et Une Femme)
2. Jest fantastycznie (For me, Formidable)
3. Panienka na huśtawce (Une Demoiselle Sur Une Balancoire)
4. Ty (Tous Les Visages De L'Amour)
5. Flirt (Pour Un Flirt)
6. Tu czas i wiek nie ma znaczenia (Le Temps Ne Fait Rien A L'Affaire)
7. Odmieńmy tylko rytm (Les Plaisirs Demodes)
8. Jeśli nie istniałabyś (Et Si Tu N'Existais Pas)
9. Jef
10. Co teraz (Et Maintenant)
11. Martwe liście (Les Feuilles Mortes)
12. Nie opuszczaj mnie (Ne Me Quitte Pas)
13. Non, Je Ne Regrette Rien